# Henri-Louis Jaquet-Droz

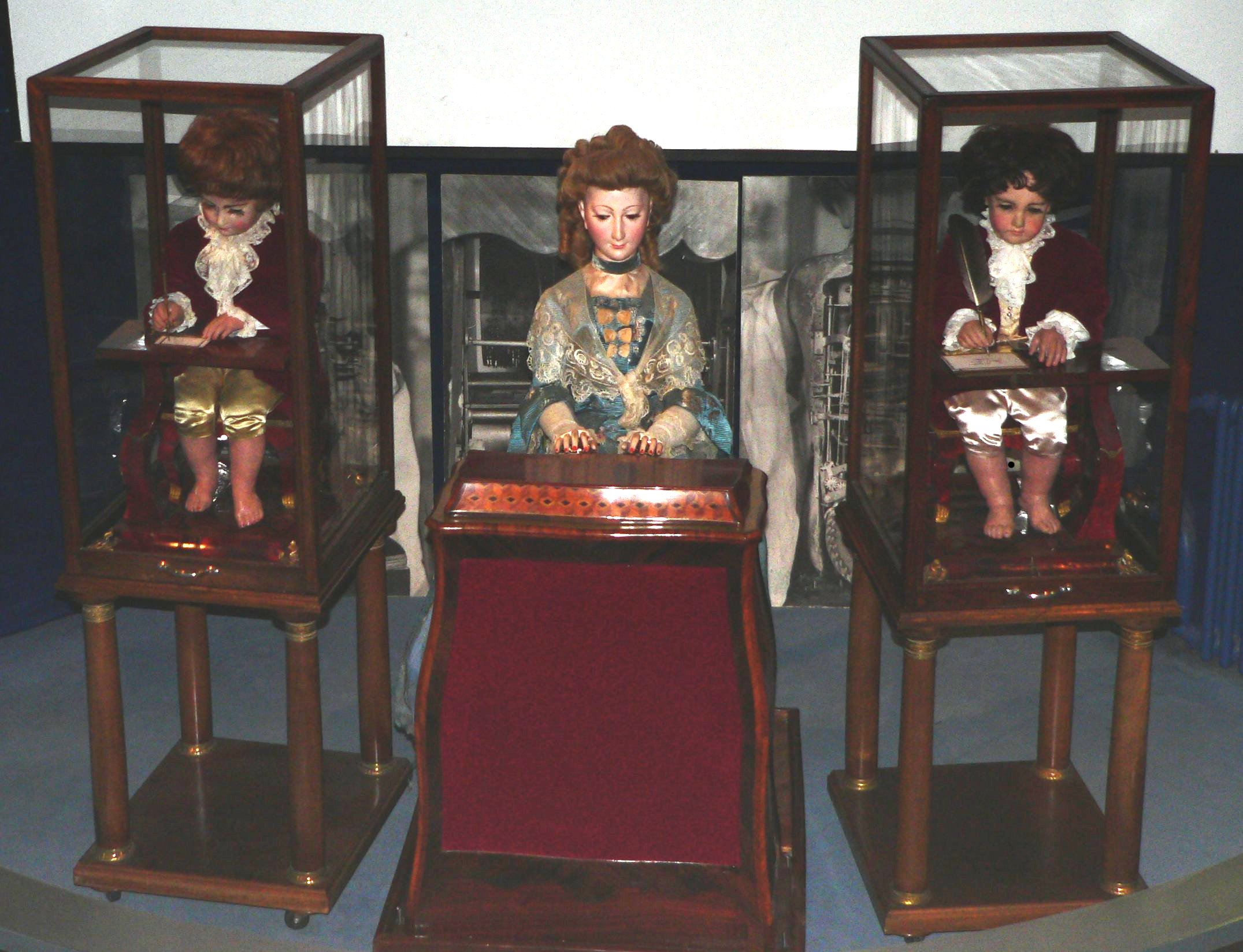
Jaquet-Droz automater (androider).

Henri-Louis Jaquet-Droz, född 13 oktober 1752 i La Chaux-de-Fonds, död 15 november 1791 i Neapel son till Pierre Jaquet-Droz, schweizisk urmakare.
Droz är särskilt bekant genom en av honom tillverkad pianospelande automat (android föreställande en flicka), som korrekt utförde flera musikstycken.

### Fotnoter
1. 1 2 3 4 5 6 7 8  HDS-ID: 031472.[källa från Wikidata]
2. ↑  Gemeinsame Normdatei, Deutsche Nationalbibliotheks katalog-id-nummer: 1380018717749153-1, läst: 8 mars 2015.[källa från Wikidata]
3. ↑  läs online, www.jaquet-droz.com .[källa från Wikidata]
4. ↑  ”Henri-Louis Jaquet-Droz” (på franska). https://hls-dhs-dss.ch/fr/articles/031472/2005-07-12/. Läst 30 november 2020.
5. ↑  ”Pierre Jaquet-Droz” (på engelska). History Computer. Arkiverad från originalet den 16 december 2020. https://web.archive.org/web/20201216062401/https://history-computer.com/Dreamers/Jaquet-Droz.html. Läst 30 november 2020.